# Rosey (Saône-et-Loire)
Rosey település Franciaországban, Saône-et-Loire megyében. Lakosainak száma 160 fő (2022. január 1.). Rosey Saint-Désert, Bissey-sous-Cruchaud, Granges és Moroges községekkel határos.

## Népesség
A település népessége az elmúlt években az alábbi módon változott:
| Lakosok száma | 164  | 163  | 167  | 166  | 164  | 162  | 160  | 159  | 160  |
|               | 2013 | 2015 | 2016 | 2017 | 2018 | 2019 | 2020 | 2021 | 2022 |